# Psilosticha atycta
Psilosticha atycta là một loài bướm đêm trong họ Geometridae.